# Lliga alemanya de futbol 2015-16
La Fußball-Bundesliga 2015-16 va ser la 53a edició de La lliga alemanya de futbol, la competició futbolística més important del país.

## Classificació
- Font: www.resultados-futbol.com/bundesliga2016'

## Play-off
| Equip de la 1.Bundesliga | Global | Equip de la 2.Bundesliga | Anada | Tornada |
| ------------------------ | ------ | ------------------------ | ----- | ------- |
| Eintracht Frankfurt      | 2–1    | 1.FC Nürnberg            | 1–1   | 1–0     |

### Anada
| 19 de maig de 2016 | Eintracht Frankfurt | 1–1     | 1. FC Nürnberg  |                                                                               |  |
| 20:30 CEST         | Gaćinović 65'       | Informe | Russ 42' (p.p.) | Commerzbank-Arena, Frankfurt del Main · 51,500 espectadors · Daniel Siebert · |  |

### Tornada
| 23 de maig de 2016 | 1. FC Nürnberg | 0–1     | Eintracht Frankfurt |                                                                       |  |
| 20:30 CEST         |                | Informe | Seferović 66'       | Grundig Stadion, Nuremberg · 50,000 espectadors · Christian Dingert · |  |